# ハンガリー動乱
ハンガリー動乱（ハンガリーどうらん）は、1956年10月23日よりハンガリーで起きた、ソビエト連邦（ソ連）や勤労者党政権の権威と支配に反対する民衆による全国規模のデモ行進・蜂起および、ハンガリー政府側がソ連軍に要請した鎮圧によって市民約3,000人が犠牲となり、20万人以上が難民となり国外へ亡命したとされる事件。1956年革命（ハンガリー語: 1956-os forradalom）、ハンガリー事件、ハンガリー暴動（ロシア語: Венгерское восстание）、ハンガリー革命とも。

## 蜂起に至る経緯
第二次世界大戦中、ハンガリーは日独伊が主体となった枢軸国の一員であり、1941年のユーゴスラビア侵攻やソ連に対するバルバロッサ作戦に参加した。1944年にソ連の軍隊である赤軍が国境に迫る中、一時はハンガリーは連合国と停戦合意を成立させた。しかし10月のパンツァーファウスト作戦によりドイツに占領され、親独派の矢十字党がハンガリーの支配者となった。一方で離反したハンガリー軍の一部と独立小農業者党、ハンガリー共産党などはソ連占領地域に逃れ、ハンガリー臨時国民政府を樹立した。1945年には赤軍はドイツ軍と矢十字党政権に勝利し、ハンガリーはソ連の占領下に置かれた。
大戦直後に行われた国民選挙では独立小農業者党が大勝、ハンガリー第二共和国が成立しティルディ・ゾルターンが大統領となった。しかし1947年にソ連軍を後盾とするハンガリー共産党がクーデターを起こし、ヨシフ・スターリンに忠実だったラーコシ・マーチャーシュが全権を握った。1949年に経済相互援助会議が結成され、ソ連はハンガリーに恒久的に軍隊を配置する権利を獲得し、ハンガリーはソ連の衛星国となった（ハンガリー人民共和国）。ラーコシの指導下でソ連型社会主義を範とした国家運営が行われ、国家保衛庁は7,000人以上の政治犯を取り締まり、公開裁判にかけた。
第二次世界大戦前のハンガリー経済は過度にドイツへ依存していたため、矢十字党政権敗北後の1946年には通貨のペンゲーが暴落してハイパーインフレーションが起こり、国が疲弊した。さらに1947年のパリ条約によってソ連、チェコスロバキア、ユーゴスラビアに対して30億ドルの戦争賠償を払う義務と、赤軍の駐屯費を負担させられた。これは当時の国内総生産の2割程度に相当した。さらにその後の経済政策の失敗から生活水準は低下し、1949年時点の労働者の平均収入は、戦前の1938年の9割程度まで回復していたところが、3年後の1952年には7割まで急速に落ち込んだ。労働者の不満は工場の自主管理と労働組合結成の自由を要求するという形となり、それはサッカー場での暴動という形で現れていた。また、農民たちも政府による強制的な集団化から悲惨な状況にあり、農地の私有と耕作の自由を要求していた。
1953年にスターリンが死去すると、共産圏全土で非スターリン化が起こった。ジャーナリストや文筆家からも労働環境の改善や言論の自由が要求され、学生も大学の狭き門と学ぶ環境を改善しようとして当局から独立した学生組織を設立していた。人民全体から不平不満が巻き起こる中、指導政党であったハンガリー勤労者党内でもラーコシらスターリン主義者を批判する改革派が台頭した。そこへソビエト共産党内部で行われたニキータ・フルシチョフのスターリン批判演説が、幹部たちに大きな議論を呼び起こした。1953年6月、ラーコシはモスクワからの圧力を受けてナジ・イムレに首相の座を譲らされた。ナジはラーコシ時代の経済政策を改めようとしたが、書記長に留まっていたラーコシ派の巻き返しによって1955年4月に失脚した。
1956年7月18日、ソ連の圧力によりラーコシが党書記長の辞任に追い込まれるのを契機に、ハンガリーの国内問題を見直そうとする動きが学生やジャーナリストの間に広がった。後任には、スターリン主義者のゲレー・エルネーが選出されたが、これに反発した市民は集会禁止令にもかかわらず、ブダペストで大規模なデモを行なった。ソ連指導部は急遽、党幹部会のアナスタス・ミコヤンとミハイル・スースロフの派遣を決定したが、事態を収拾する間もなく蜂起が勃発する事態に至った。
ミコヤンとスースロフがハンガリーに出かけている間に、ソ連指導部はハンガリーに対する出兵を決定した。ハンガリーから戻って状況を知ったミコヤンはフルシチョフの自宅に押しかけ、自ら命を絶つことをほのめかして派兵の撤回を求めたが、フルシチョフはこれを拒否した。

## 経緯

### 10月23日から11月3日

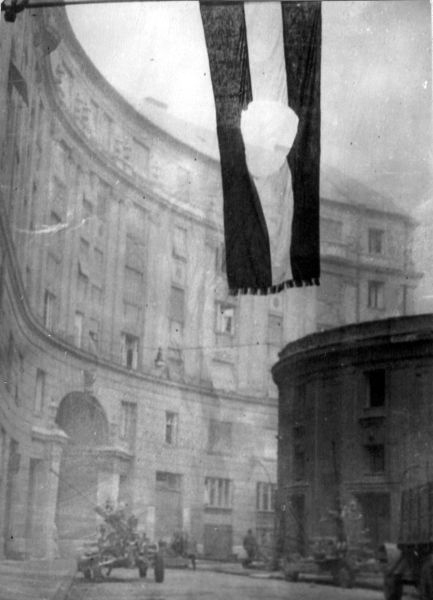
穴が開けられたハンガリーの国旗。ハンガリー人達は、抗議の意を込めて、国旗の中央に施されたソ連式の国章を切り抜いた。

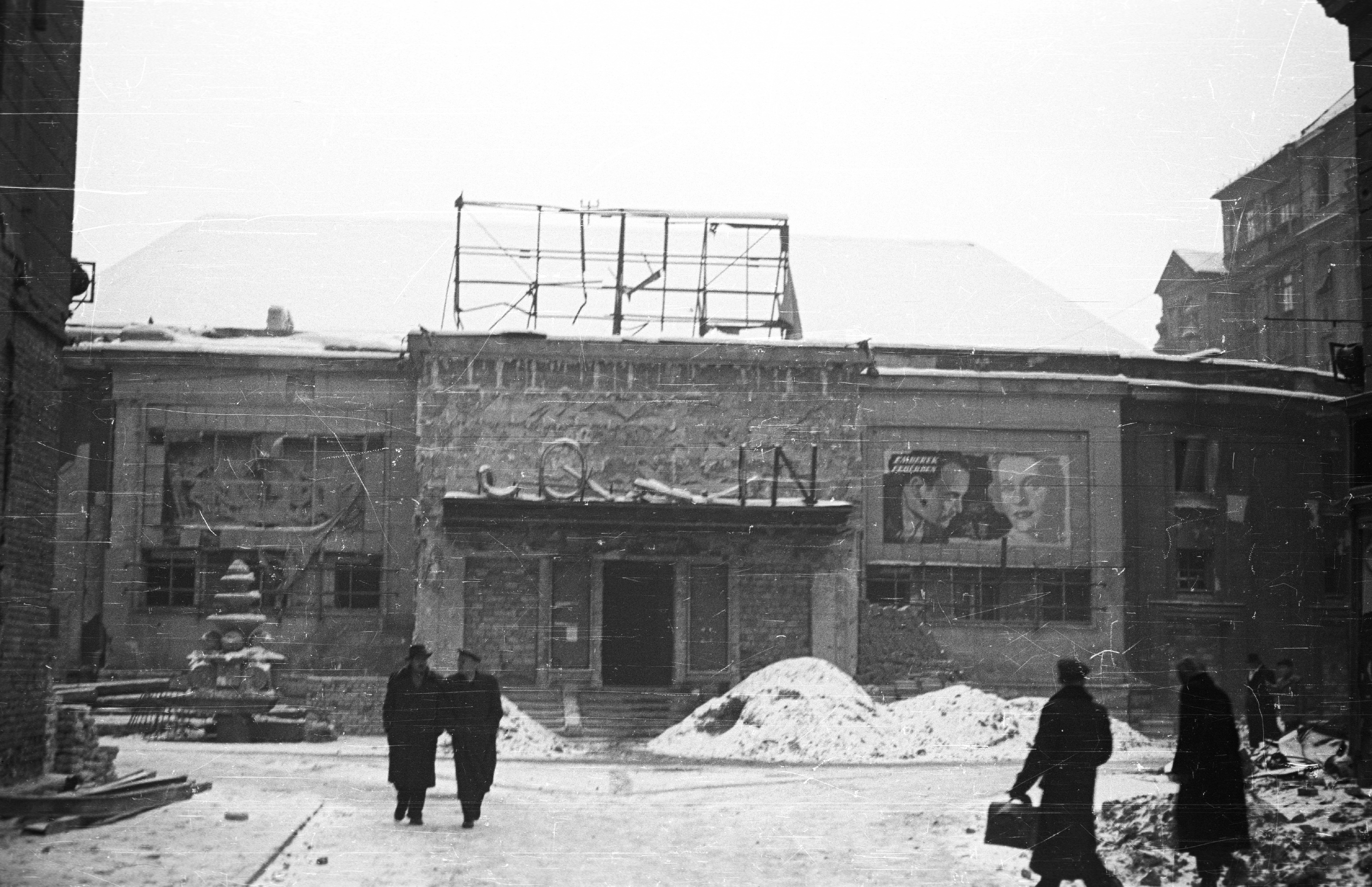
コルビン劇場

1956年10月23日、ゲレーの退陣を求めて学生たちがブダペストをデモ行進し、多数の労働者もそれに加わった。夜になりデモ隊と秘密警察との間で衝突が始まると、勤労者党指導部は急遽、大衆に人気のあった前首相のナジ・イムレを復職させる決定をした。
翌24日、ナジは正式に首相に任命されたが、その頃ブダペストの町はすでに民衆とソ連軍の戦闘状態にあった。他の地域はソ連軍と革命派との間の停戦が行われたりソ連軍が革命の動きを阻止した管区もあるなど、平穏な状態が保たれていた。その後ブダペストのソ連軍も結局は戦闘を停止した。
夜のうちに労働者評議会と国民評議会が組織された。また1945年や1949年の弾圧以来、初めて政治的な要求を行う政党が結成されたが、大多数の民衆は社会主義を維持しようとする政党を支持した。このような中で教会の名士たちを含む多くの政治囚たちが釈放された。また大衆はワルシャワ条約機構からの脱退をナジ政権に迫ったが、このことは再びソ連の介入を招くこととなった。
10月25日、ナジは戒厳令を取り下げた。街の人々の中にはソ連軍の戦車に近付き、兵士と話し合う者もいた。説得に応じたソ連兵らは、ハンガリー人を戦車に載せ、国会前広場へと移動し約700人が集まった。しかし、突然発砲が始まった。国会前広場は血の海と化し約100人が死亡、約300人が負傷した。この事件については国家保衛庁の発砲が原因であるとの見解もある。
最も激しい戦闘はコルビン劇場のあるコルビン広場で起こった。民衆は火炎瓶を用いてソ連軍部隊に抵抗した。ミシュコルツでは労働者によるストライキが起き、ブダペストでナジと直談判を行った。
10月27日夜には、ミコヤンの報告によると、ミコヤンとナジとの会談が行われ、その結果ソ連軍の撤退が宣言された。
10月29日には警察、軍隊、市民による国民防衛隊が結成、翌10月30日にはミコヤンが「ハンガリー軍に統制を任せるべき」と報告した。これを受けて、ソ連軍の撤退が開始された。しかし同日午前9時頃、勤労者党ブダペスト地区本部で秘密警察隊員と民衆との間で衝突が始まり、武器を持たない秘密警察隊員らが建物から出ては次々と民衆により射殺された。その後も命乞いをしながら出てくる秘密警察隊員や勤労者党書記らがリンチされた挙句、遺体が街路樹に晒し者にされる事態になった。この事件を聞いたミコヤンは10月31日に反ソ活動の活発化を報告している。
フルシチョフはユーゴスラビア大統領のヨシップ・ブロズ・チトーとの会談で軍事介入の可能性に言及し、ナジは中立を宣言したが、国際連合や西側諸国からの具体的支援はなかった。

### 11月4日以降

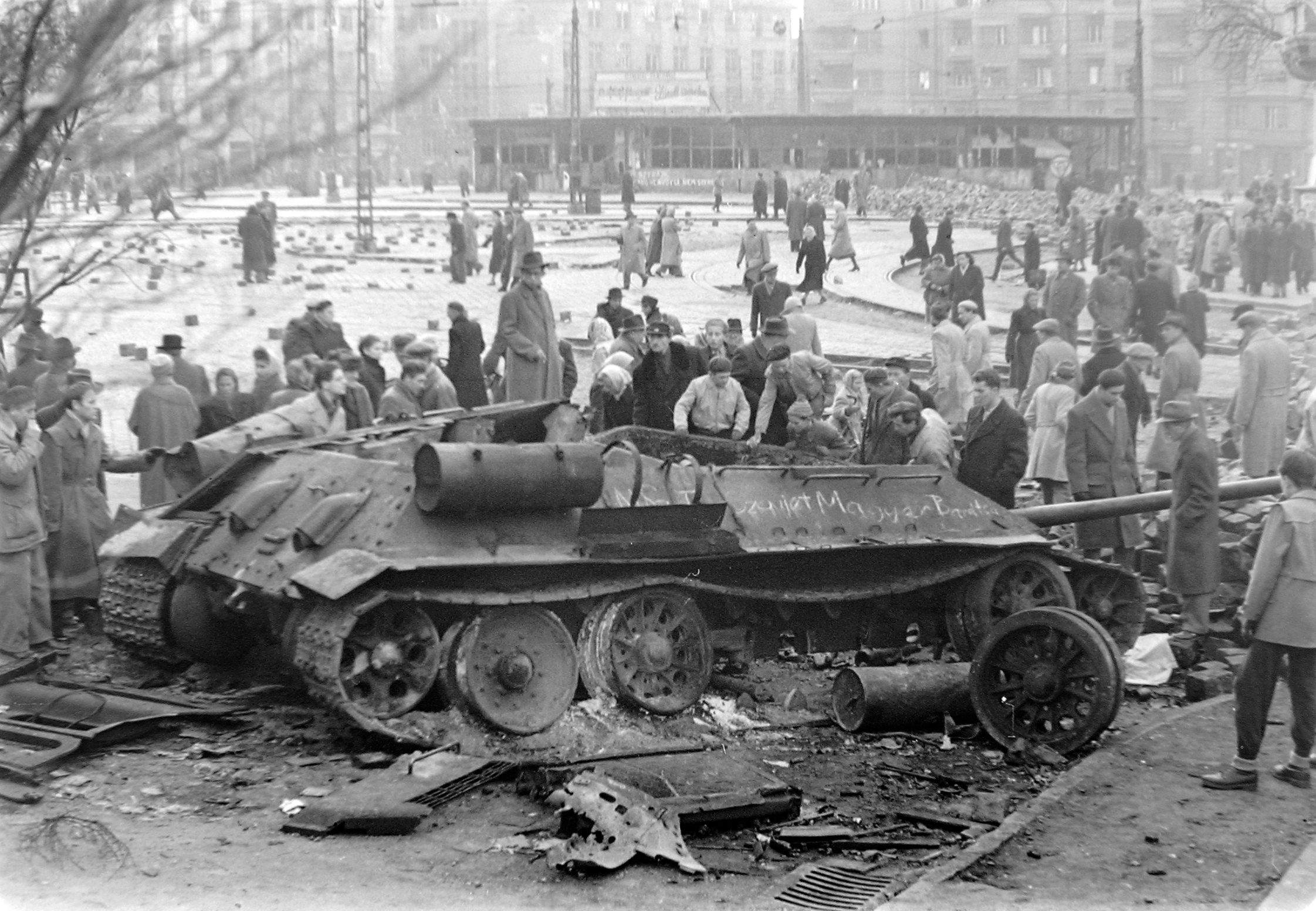
ブダペストのジグモンド・モーリツ広場で破壊されたソ連軍のT-34-85戦車。車体は裂け、砲塔は地面に落下している。

11月4日に新たなソ連軍部隊が侵攻した。11月10日に労働者評議会や学生・知識人たちが休戦を呼びかけるまで、ハンガリーの労働者階級はソ連軍との戦闘で重要な役割を演じた。11月10日から12月19日の間、労働者評議会はソ連の占領軍と直接交渉し、結果として何人かの政治犯の釈放はできたが、ソ連軍を撤退させることはできなかった。加えて、ソ連に支援されたカーダール・ヤーノシュが新しい共産主義政府を組織し、1956年以降ハンガリーを統治していくこととなった。
1957年1月、ソ連は新たなハンガリー政府首脳を任命し、ハンガリー人自身による改革を阻止しようとした。また、このことにより国旗から中央の国章が削除された。散発的な武力抵抗やストライキは1957年の中頃まで続いた。
一方で、ナジはユーゴスラビア大使館に避難したが、安全を保障されて大使館を出たところをソ連軍に捕まり、ルーマニアに連行されて2年後に処刑されたほか、政権の閣僚や評議会を指導していた多くの市民がカーダール政権によって処刑された。このとき逮捕された政治囚は1963年までにカーダール政権によってほとんどが釈放された。この一連の戦闘の結果として、ハンガリー側では死者が17,000人に上り、20万人が難民となって亡命した。ソ連側も1,900人の犠牲者を出した。

## 革命の性質についての議論

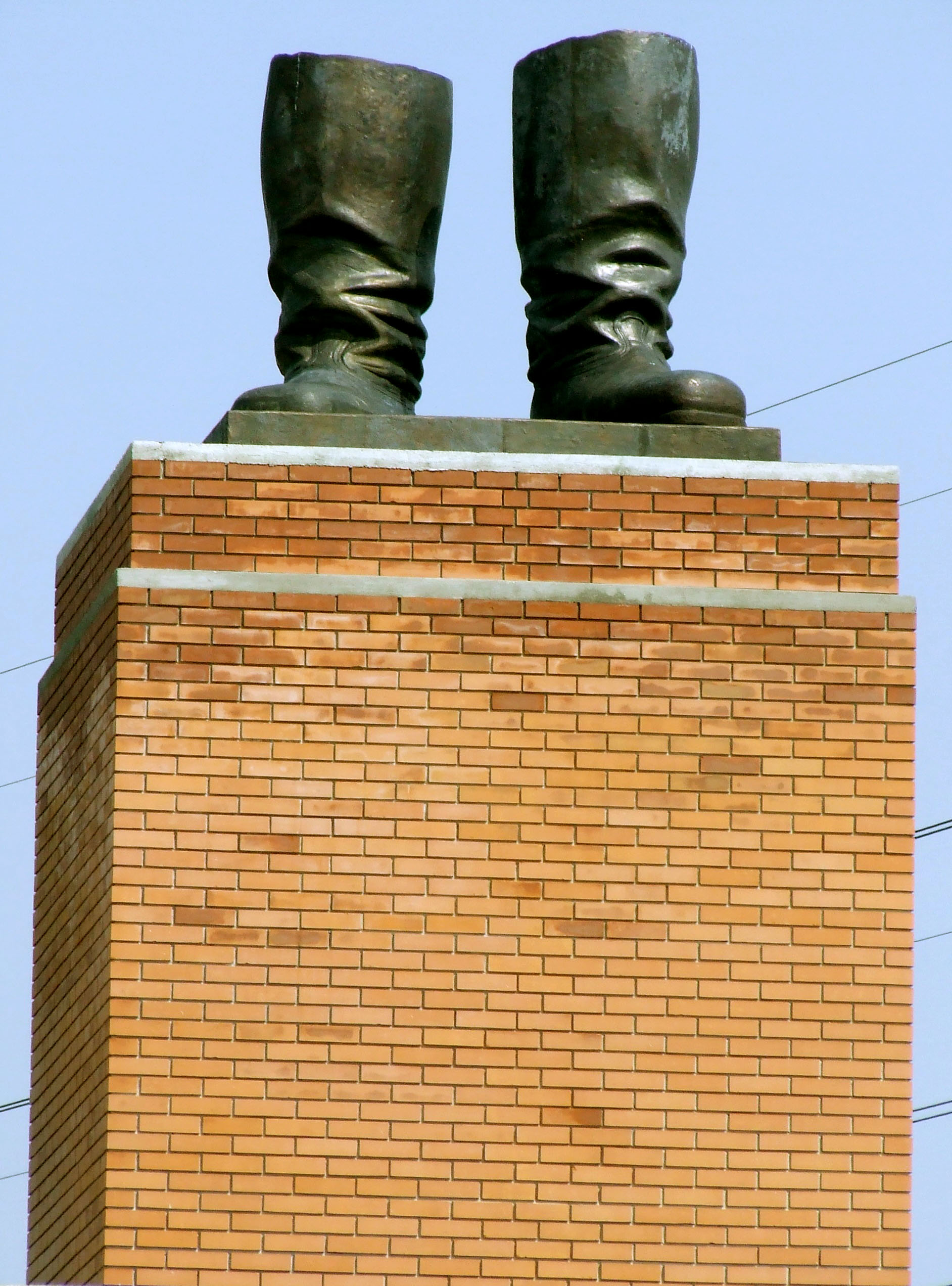
破壊されたスターリン像

ハンガリー動乱についての歴史的・政治的意味については、当時の体制の位置づけや民衆による蜂起の意義に関して、今もなお様々な見解がある。以下に、革命の性質についての主要な見方を列挙する。

### 社会主義に対して肯定的な見解からのもの
- ソ連や中国など社会主義陣営の共産党に一般的な見解としては、「かつてのホルティ・ミクローシュ政権のような軍事独裁的な政府と封建的な資本主義経済を復活させようとした聖職者やファシストによる試み」だという見解が公認されている[注釈 10]。
- 新左翼の一部やアナーキストの立場からは、ハンガリー労働者評議会を基にした新しい構造の社会を作ろうとした自由主義的な社会主義者によるアナーキズム的な革命という見方がある。
- トロツキストは、この事件をレフ・トロツキーが唱えた「プロレタリア政治革命」であるとみなし、スターリン主義の崩壊が始まった、と認識した。
- 社会民主主義的な立場や共産主義でも自主管理的な志向を持ったり、民主主義政体を維持すべきであるとする立場（＝ユーロコミュニズム）からは、ユーゴスラビアの自主管理社会主義や社会民主主義国家であるスウェーデンのような体制に改革しようとした社会主義者による民主的な革命であったという見解がある[注釈 11]。

### 社会主義に対して批判的な見解からのもの
- 反共・保守・自由主義の立場からは、資本主義経済を目指そうとした民族主義者による民主的な革命と見ている[注釈 12]。

## 日本における影響と評価
ハンガリー動乱は日本でも左派、右派問わず反響を呼んだ。このような評価との兼ね合いで呼称に関する論争があるが、日本においては呼称について「動乱」「事件」「革命」のいずれかとするかは現段階において定まっていない。
当時の論壇は旧帝大出身の教授による、マルキシズムと日本型近代主義が主流を占めていた。大内兵衛は雑誌『世界』の座談会上で、この動乱はハンガリーの政治的訓練が低いために起こったことであるとハンガリーを批判し、ソ連介入止む無しと発言した。また、ハンガリーを「百姓国」と表現している。上原専禄もハンガリー人民を「神経質」とする旨の発言が残っている。作家の野上弥生子も「ロシアといえば、第二次戦争の後漸くできあがったハンガリアの人民民主政体が一度独占資本家、地主、…軍人の支配に逆転しようとするのを、少々粗暴に引き戻そうとしたわけで…」と武力介入したソ連を擁護した。
当初はハンガリー人民に対して同情的なスタンスであった山川均も、のちに「（農民主体の国だから）労働者はそれほどいない（だから革命などありようがない）」と発言し、社会主義の進歩性にそぐわないハンガリーは遅れた国であるとした。
その一方で、「ソ連がハンガリアでやったようなことは今日まで多くの帝国主義国がやってきたことである」と断じた高橋正雄など、ソ連側に否定的見解を示した知識人も少数ながら存在した。
当時警視庁のキャリア官僚だった佐々淳行は『中央公論』（1957年3月号）で「民主的警察官はどうしたらよいのか」を発表した。これはハンガリー動乱を受けて明らかとなったソ連型社会主義の決定的な欠陥を指摘し、その反面として日本における現実的な行動原理を示した論文であった。当時は官僚が論文を発表すること自体が異例で、これまでの反動的な保守とは全く異なる近代的な保守理論は、現役警察官の圧倒的支持を受けたといわれる。佐々は保守・右翼・反共の立場からハンガリーの警察が民衆を弾圧したやり方で弾圧するようなやり方を取りたくないとも発言している。

### 日本ハンガリー救援会
ハンガリー動乱により発生した難民を救済するため、社会党右派の西尾末廣、自由民主党の芦田均らが中心となって日本ハンガリー救援会を組織した。オーストリアの収容所を訪問し、救援物資や義捐金を届ける活動を行った。しかしこの活動は、政治的亡命を承認しない日本の国策とソ連を刺激することを恐れた日本政府の政治的理由から次第に下火になった。
野上弥生子は「事件が起こるまで『ハンガリー』がどこにあるかすら知らなかった者がにわかに地球儀を買いに走り、またにわかに募金活動をはじめだす光景に複雑な思いがする」と発言した。

### 左派政党による評価
前年に左右統一したばかりの日本社会党への影響は、この事件を党の路線としてどのように反映させるかという点で、党内の認識の相違として現れた。大まかに言うと、右派はソ連型社会主義破綻の象徴とし、左派は反革命とみなした。第13回党大会でテーゼを発表するにいたり、左派と右派の間で論争が巻き起こったが、最終的にはハンガリーの自由化運動についてソ連の武力干渉を許さないとした一方、反動勢力に利用された面があるという妥協的な声明に終わった。これにより社会党は左派が主流を占めることとなる。
日本共産党では、ハンガリー動乱について当初は様々な論争が起こったが、宮本顕治が党中央委員会の多数派を指導するにいたり、ソ連の武力介入を機に反革命とした。宮本の路線への反対派は、1958年の第7回党大会を機に共産党を追放されることとなる。ただし、1987年に『日本共産党の六十五年』を刊行した際、日本共産党はこの事件はソ連による武力干渉であり容認できないものだったが、当時はその認識を持っていなかったと総括した。

### 新左翼の誕生
元青年共産同盟の黒田寛一もソ連共産党第20回大会で行われたスターリン批判を受け、ソビエト共産党の根底にあるスターリン主義を見抜いた。東欧での民衆反乱を予言した『スターリン主義批判の基礎』を発表し、ハンガリー動乱でソ連を擁護した社会党や日本共産党と絶縁した。この後黒田は「革命的マルクス主義」という独自の思想を展開し、その実践として「日本革命的共産主義同盟」を創設し、新左翼の先駆けとなった。黒田らはハンガリーの人民民主主義と称されるものは人民の基盤に基づいていないソ連の都合に合わせた体制であるとして、ソ連の軍事介入を非難、ハンガリー動乱を「革命」と評した。

## 再評価

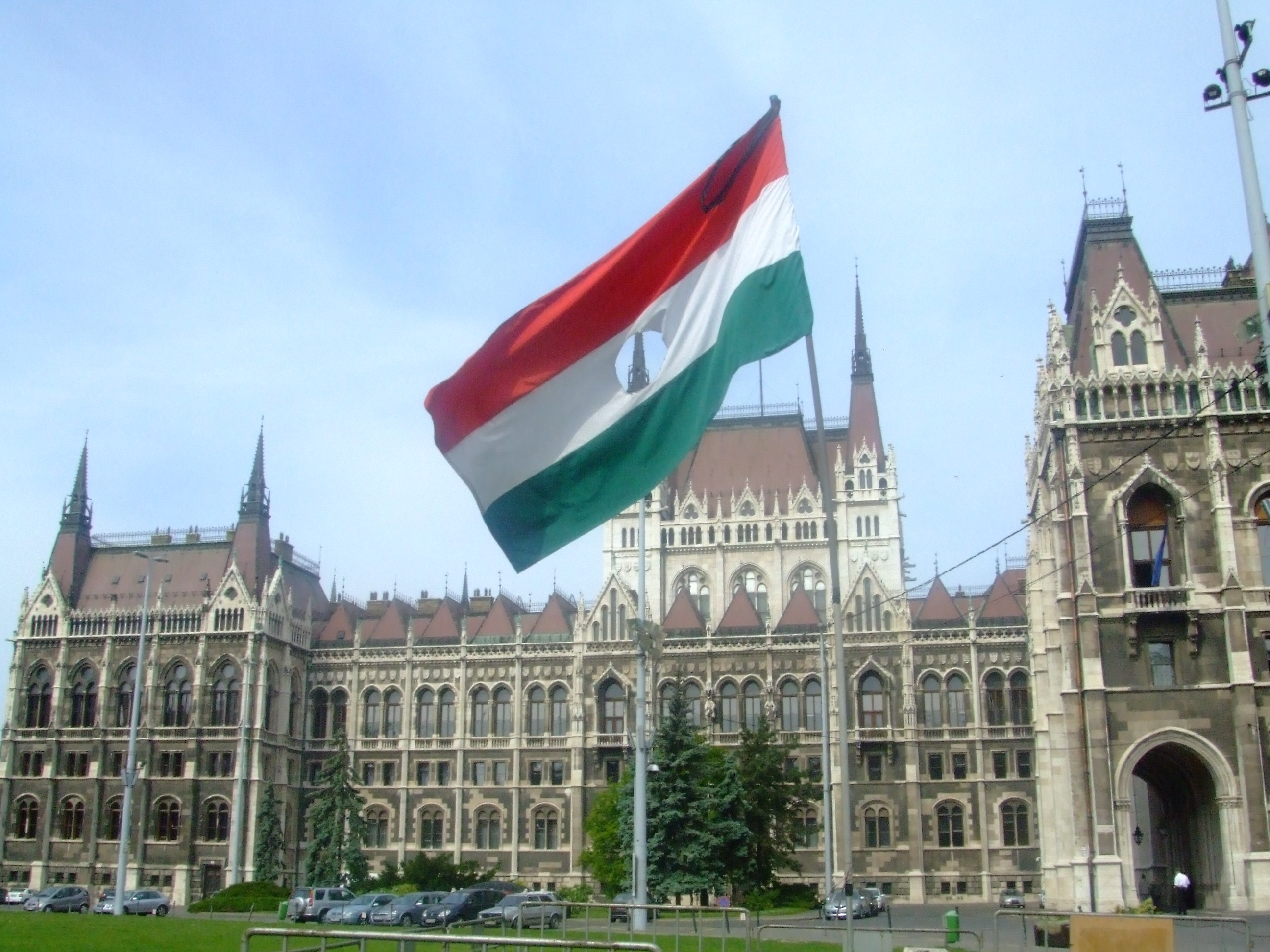
ハンガリーの国会議事堂前には中央に穴が開けられた1956年の国旗が飾られている。

東側陣営だったハンガリーではソ連崩壊による民主化まで動乱について語ることは長く禁じられた。ソ連を含む東側諸国では否定的にしか報じられず、一般市民はその実態を知らず、存在すら知らない者もいた。ハンガリー国内でも、この事件について公に議論することはその後30年間禁止されたが、1980年代後半にペレストロイカ政策が実施された頃から再評価が行われた。
ペレストロイカの影響でハンガリー社会主義労働者党でも改革派の勢力が強まり、1989年に至り動乱の評価を修正し復権させた。社会主義労働者党の自らの自己批判は、後の東欧革命への導火線となった。
- 1989年2月の総括文書「四十年間に関する報告」の中に「1956年10月の大衆蜂起」と動乱を武装大衆蜂起とする規定に定めた。それまでの「反革命」という表記を改め、「大衆の目からは、一種の民族独立運動」に転化したと指摘した。また11月の「ソ連軍の第二次介入中にも社会主義の徹底的民主改革と革新への努力が力となり、それは動乱中にも存在し続けた」と記述している。結局、ナジ政権はその努力にもかかわらず、情勢へのコントロールを失い、逆に情勢に押し潰されたと分析した。
- 1989年3月のナジの遺体発掘により、再評価は決定的となった。再埋葬式の式典に際し、党表明が載せられた。
  - 式典は再埋葬を歴史的、象徴的出来事と捉えている。　
  - ナジ及び裁判で有罪となった政治家達の正当な評価。
  - ハンガリー事件の正当な評価及び、外国への事件の資料の公表許可。
  - ナジはハンガリー史において重要な人物であり、国家救済のために闘いスターリン主義を抑え不正を許さず反革命と闘った。ナジは道筋は誤ったが、民主的複数政党制を認める社会主義の道と一体化した。
  - 事件のすべての犠牲者はハンガリー国民である。この国民的損失を、ナジの再埋葬式典で、国民和解のシンボルとならなければならない。

ハンガリーはこの年をもって社会主義独裁を放棄した。それはナジの理想そのものであり、冷戦終結にも重要で計り知れない役割を演じた。ハンガリー政府は自国民の和解のみならず、西欧資本主義社会とも和解を演出した。1968年の「プラハの春」にも社会主義国家で最初に正当に評価を下した。そして1989年10月23日、ハンガリーは一滴の血を流す事もなく社会主義路線を放棄してハンガリー第三共和国を樹立された。10月23日は1956年にハンガリー動乱が勃発した日付でもあり、この日は現在「1956年革命、および共和国宣言の日」としてハンガリーの祝日に制定されている。